# Дойбани I
Дойбани I (рос. Дойбаны I; рум. Doibani I) — село в Дубоссарському районі в Молдові (Придністров'ї). Розташоване на річці Ягорлик. Центр Дойбанської сільської ради.
Станом на 2004 рік у селі проживало 10,5% українців.

## Історія
Станом на 1886 рік у селі Дубівської волості Тираспольського повіту Херсонської губернії мешкало 540 осіб, налічувалось 114 дворових господарств, існувала православна церква. 

## Відомі особистості
В поселенні народився:
- Казимирова Катерина Григорівна (1921—2012) — радянська актриса.